# Nes (Eysturoy)
Nes es un poblado y un municipio en las Islas Feroe, que se localiza en el sur de Eysturoy. Su sede administrativa es la localidad de Toftir. Para 2011, el Departamento de Estadística de las Feroe estima la población del municipio en 1.263 personas.

## Geografía
El municipio de Nes está ubicado en el extremo sur de Eysturoy. Colinda al norte y al oriente con el municipio de Runavík. Dentro de los límites de Nes se encuentra el Toftavatn (Lago de Toftir), una importante reserva de agua dulce.
El pueblo de Nes se asienta en una estrecha franja de la costa suroccidental de la isla, justo a la entrada del Skálafjørður. Tiene una población de 308 habitantes y constituye el extremo sur de una zona conurbada que se extiende por el fiordo desde Glyvrar, en el vecino municipio de Runavík. Esta zona urbana incluye poco más de 3100 habitantes.
El municipio de Nes incluye, además del poblado del mismo nombre, los pueblos de Toftir y Saltnes, ambos unidos geográficamente a Nes pero estadísticamente separados. El total de la población es de 1.263.
| Localidad | Hab (2011). |
| --------- | ----------- |
| Nes       | 308         |
| Saltnes   | 138         |
| Toftir    | 817         |
| TOTAL     | 1.263       |

## Historia

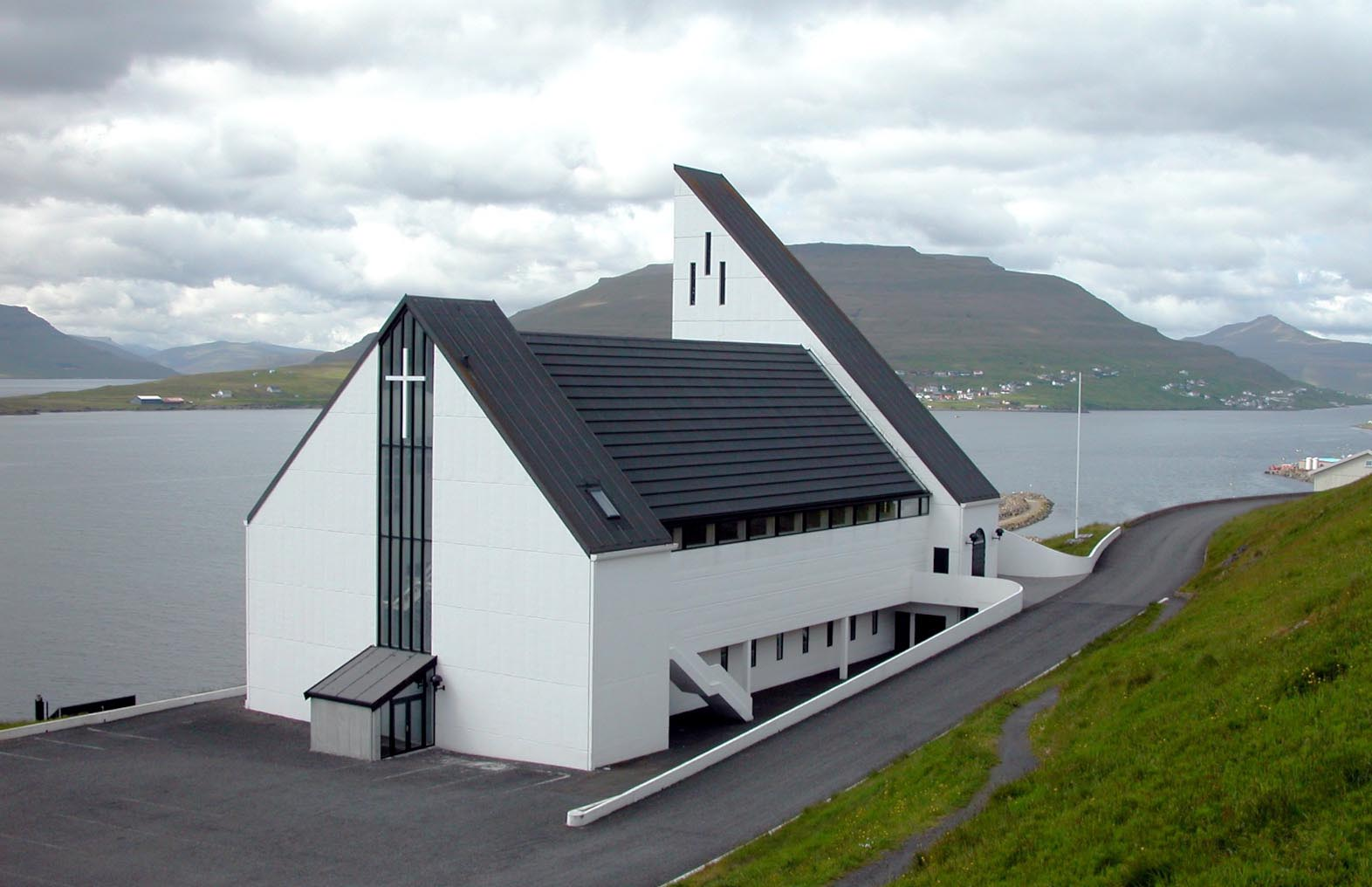
La iglesia de Fríðrikur

Nes significa "cabo" en feroés. El pueblo es mencionado por primera vez en el siglo XIV, en el documento conocido como Hundabrævið. Se dice que Heini Havreki, primer párroco luterano de las Feroe, estableció su parroquia en Nes en 1541.
Su iglesia parroquial, de arquitectura tradicional en madera, fue construida en 1843. En Nes sirvieron de párrocos Venceslaus Ulricus Hammershaimb, el padre de la lengua feroesa moderna, y Fríðrikur Petersen, uno de los más reconocidos poetas de las Feroe.
Durante la Segunda Guerra Mundial, los británicos colocaron dos cañones en Nes para proteger la entrada del fiordo. Uno de esos cañones aún permanece en su posición original.
Después de la guerra se construyó un nuevo puerto. En la década de 1990 se erigió una iglesia de arquitectura moderna, conocida como la iglesia de Fríðrikur (Fríðrikskirkjan) —llamada así en honor de Fríðrikur Petersen— que conmemora el establecimiento de la primera parroquia luterana en suelo feroés, en el siglo XVI.

## Política
Nes se estableció como municipio en 1967, siendo separado del municipio de Skáli (hoy desaparecido como entidad administrativa). El alcalde es Símun Johannesen, y el ayuntamiento se localiza en Toftir.